# The Rugged Priest
The Rugged Priest es una película biográfica keniana de 2011 dirigida por Bob Nyanja. Se basa en la vida y muerte de John Anthony Kaiser.

## Elenco
- Jason Corder como embajador estadounidense
- Lwanda Jawar como el padre Ian
- Oliver Litondo como obispo católico
- Serah Ndanu como Alice
- Ainea Ojiambo como Ole Shompole
- Colin Simpson como el padre John Kalser

## Reconocimientos
La película ganó el premio Golden Dhow Award en el Festival Internacional de Cine de Zanzíbar.